# Rize
Rize (lasisch რიზინი Rizini) ist eine nordosttürkische Stadt am Schwarzen Meer und liegt am Fuße des Kaçkar-Gebirges, des östlichsten und höchsten Teils des Pontischen Gebirges in einer Höhe zwischen 5 und 160 Metern. Sie ist die Hauptstadt der gleichnamigen Provinz Rize und zugleich Zentrum eines direkt dem Gouverneur unterstellten Kreises, des zentralen Landkreises (Merkez).
Die Stadt liegt etwa 660 km Luftlinie östlich der Landeshauptstadt Ankara und 110 km von der georgischen Grenze (Batumi) entfernt.
Der Name könnte sich möglicherweise vom altgriechischen ῥίζα rhíza „Fuß eines Berges, (und daher) unter dem Berg“ herleiten.

## Geographie
Der zentrale Landkreis grenzt im Westen an den Kreis Derepazarı, im Südwesten an den Kreis Kalkandere, im Süden an den Kreis İkizdere, im Osten an den Kreis Güneysu und im Nordosten an den Kreis Çayeli.
Der Kreis gab 1987 (Schaffung des Kreises Güneysu) bzw. 1990 (Schaffung der Kreise Derepazarı und İyidere) etwa 45 % seines Territoriums (bezogen auf die Flächenangaben von 2014) an die drei neuen Kreise ab. Bezogen auf die Zahlen der 1985er Volkszählung waren dies 28,3 % der damaligen Kreisbevölkerung.
Ende 2020 bestand der zentrale Landkreis neben der Provinzhauptstadt aus drei weiteren Belediye (Gemeinden): Salarha (2298), Muradiye (2652) und Kendirli (3023 Einw.). Des Weiteren gehören zum zentralen Landkreis noch 60 Dörfer (Köy) mit durchschnittlich 391 Bewohnern. Ambarlık (1431), Karasu (1028), Küçükçayır (1019), Veliköy (896), Pazarköy (823), Pekmezli (812) und Akpınar (798 Einw.) sind die größten Dörfer. Weitere 13 Dörfer haben ebenfalls mehr als Einwohner als der Durchschnitt.

### Klima
Das gemäßigte Klima dieser Region ist mild und äußerst regenreich. Mit jährlichen Niederschlagsmengen von durchschnittlich 2268 mm pro Quadratmeter ist Rize die Stadt mit den meisten Niederschlägen der Türkei.
|                        | Jan   | Feb   | Mär   | Apr  | Mai   | Jun   | Jul   | Aug   | Sep   | Okt   | Nov   | Dez   |   |         |
| Mittl. Temperatur (°C) | 6,6   | 6,3   | 8,0   | 11,7 | 16,0  | 20,5  | 23,2  | 23,6  | 20,2  | 16,3  | 11,5  | 8,4   | ⌀ | 14,4    |
| Mittl. Tagesmax. (°C)  | 10,6  | 10,5  | 12,0  | 15,6 | 19,5  | 24,0  | 26,5  | 27,2  | 24,5  | 20,6  | 16,2  | 12,7  | ⌀ | 18,4    |
| Mittl. Tagesmin. (°C)  | 3,6   | 3,3   | 4,8   | 8,4  | 12,5  | 16,7  | 19,9  | 20,4  | 17,0  | 13,2  | 8,4   | 5,3   | ⌀ | 11,2    |
|                        |       |       |       |      |       |       |       |       |       |       |       |       |   |         |
| Niederschlag (mm)      | 207,2 | 182,5 | 152,7 | 88,0 | 100,4 | 138,7 | 150,7 | 179,2 | 245,4 | 320,5 | 256,3 | 247,0 | Σ | 2.268,6 |
|                        |       |       |       |      |       |       |       |       |       |       |       |       |   |         |
| Sonnenstunden (h/d)    | 2,0   | 2,9   | 3,5   | 4,5  | 5,7   | 6,6   | 5,2   | 5,2   | 5,1   | 3,9   | 2,8   | 1,9   | ⌀ | 4,1     |
|                        |       |       |       |      |       |       |       |       |       |       |       |       |   |         |
| Regentage (d)          | 15,1  | 14,2  | 16,0  | 15,2 | 15,2  | 14,2  | 14,4  | 14,6  | 14,9  | 15,9  | 14,6  | 15,0  | Σ | 179,3   |

| 3,6 |

| 3,3 |

| 4,8 |

| 8,4 |

| 12,5 |

| 16,7 |

| 19,9 |

| 20,4 |

| 17,0 |

| 13,2 |

| 8,4 |

| 5,3 |

| 3,6 |

| 3,3 |

| 4,8 |

| 8,4 |

| 12,5 |

| 16,7 |

| 19,9 |

| 20,4 |

| 17,0 |

| 13,2 |

| 8,4 |

| 5,3 |

## Bevölkerung

### Bevölkerungsentwicklung
Nachfolgende Tabelle zeigt den vergleichenden Bevölkerungsstand am Jahresende für die Provinz, den zentralen Landkreis und die Stadt Rize sowie den jeweiligen Anteil an der übergeordneten Verwaltungsebene. Die Zahlen basieren auf dem 2007 eingeführten adressbasierten Einwohnerregister (ADNKS).

| Jahr | Provinz | Landkreis    | Landkreis | Stadt        | Stadt   |
| Jahr | absolut | anteilig (%) | absolut   | anteilig (%) | absolut |
| ---- | ------- | ------------ | --------- | ------------ | ------- |
| 2018 | 348.608 | 40,49        | 141.143   | 73,08        | 103.145 |
| 2017 | 331.041 | 44,50        | 147.317   | 79,87        | 117.664 |
| 2016 | 331.048 | 44,02        | 145.739   | 78,80        | 114.838 |
| 2015 | 328.979 | 43,61        | 143.461   | 77,52        | 111.212 |
| 2014 | 329.779 | 42,83        | 141.250   | 76,04        | 107.405 |
| 2013 | 328.205 | 42,40        | 139.150   | 75,45        | 104.991 |
| 2012 | 324.152 | 43,66        | 141.524   | 73,84        | 104.508 |
| 2011 | 323.012 | 43,16        | 139.416   | 73,27        | 102.145 |
| 2010 | 319.637 | 42,91        | 137.143   | 72,46        | 99.380  |
| 2009 | 319.569 | 42,29        | 135.148   | 71,41        | 96.503  |
| 2008 | 319.410 | 41,36        | 132.123   | 69,56        | 91.904  |
| 2007 | 316.252 | 42,14        | 133.258   | 71,14        | 94.800  |

### Volkszählungsergebnisse
Zu den Volkszählungen liegen folgende Bevölkerungsangaben über die Stadt, den Kreis, die Provinz und das Land vor:
| Region                   | 1965       | 1970       | 1975       | 1980       | 1985       | 1990       | 2000       |
| ------------------------ | ---------- | ---------- | ---------- | ---------- | ---------- | ---------- | ---------- |
| Stadt (Şehir)            | 26.989     | 30.532     | 35.044     | 43.407     | 50.221     | 52.031     | 78.144     |
| zentraler Kreis (Merkez) | 113.576    | 129.087    | 140.300    | 154.459    | 163.102    | 109.569    | 127.320    |
| Provinz (İl)             | 281.099    | 315.700    | 336.278    | 361.258    | 374.206    | 348.776    | 365.938    |
| Türkei                   | 31.391.421 | 35.605.176 | 40.347.719 | 44.736.957 | 50.664.458 | 56.473.035 | 67.803.927 |

## Geschichte
Die Geschichte der Stadt reicht mehrere Jahrtausende zurück. Die von den Griechen Rhizous (griechisch Ῥιζοῦς, lateinisch Rhizus, deutsch Rhizäum) genannte Stadt gehörte zur antiken Landschaft Kolchis. Sie war Teil verschiedener Reiche wie Urartu, Lasika, Georgien, Byzanz, Pontos und des Kaiserreichs Trapezunt. 1461 wurde sie von den türkischen Osmanen unter Sultan Mehmed II. erobert und wurde zur Hauptstadt des Sandschak Lazistan. Im Ersten Weltkrieg marschierte am 4. März 1916 die russische Armee nach einer erfolgreichen Landung in Rize ein. Nach zwei Jahren wurde die Stadt im Friedensvertrag von Brest-Litowsk mit Sowjetrussland wieder der Türkei zugesprochen.
Bevölkert wird der östliche Teil der Provinz vor allem vom südkaukasischen Volk der Lasen, die schon im 16. Jahrhundert vom georgisch-orthodoxen Glauben zum Islam übertraten und heute überwiegend in das türkische Staatsgefüge integriert sind.
Das historisch älteste Bauwerk in der Innenstadt ist die Rize Kalesi (Burg von Rize) mit der teilweise noch bis zum Strand verlaufenden Mauer. Die Anlagen sind um 550 n. Chr. zu Zeiten von Justinian I. zum Schutz gegen die Perser erbaut worden und sind teils noch in einem guten Zustand.
Außerhalb der Innenstadt befinden sich viele andere, meist kleinere Burganlagen.
Weitere historisch bedeutende Bauwerke aus der osmanischen Zeit in der Innenstadt sind einige Moscheen.

## Wirtschaft, Wissenschaft und Bildung
Zu byzantinischen Zeiten war Rize bekannt für seine Textilprodukte aus Leinen und Hanffasern. Sie sind in der Türkei heute noch bekannt unter dem Namen Rize Bezi (Rize-Tuch). „… besonders aber gestickte Kleider und buntfärbige Zeuge aus Leinen von Rhizäum besaßen einen hohen Grad von Kunstfertigkeit“ beschrieb der österreichische Orientalist Jakob Philipp Fallmerayer über die Zeiten des  Kaisertums Trapezunt. Vermutlich geht diese Kunstfertigkeit noch weiter zurück bis in die vorchristlichen Zeiten der Kolchis, die sehr berühmt für ihre Produkte aus Leinwand-Gewebe waren.
Mit der Zunahme der Massenproduktion in der Textilindustrie der Türkei seit den 1980er Jahren haben jedoch die meisten Handwerkstätten in Rize schließen müssen.

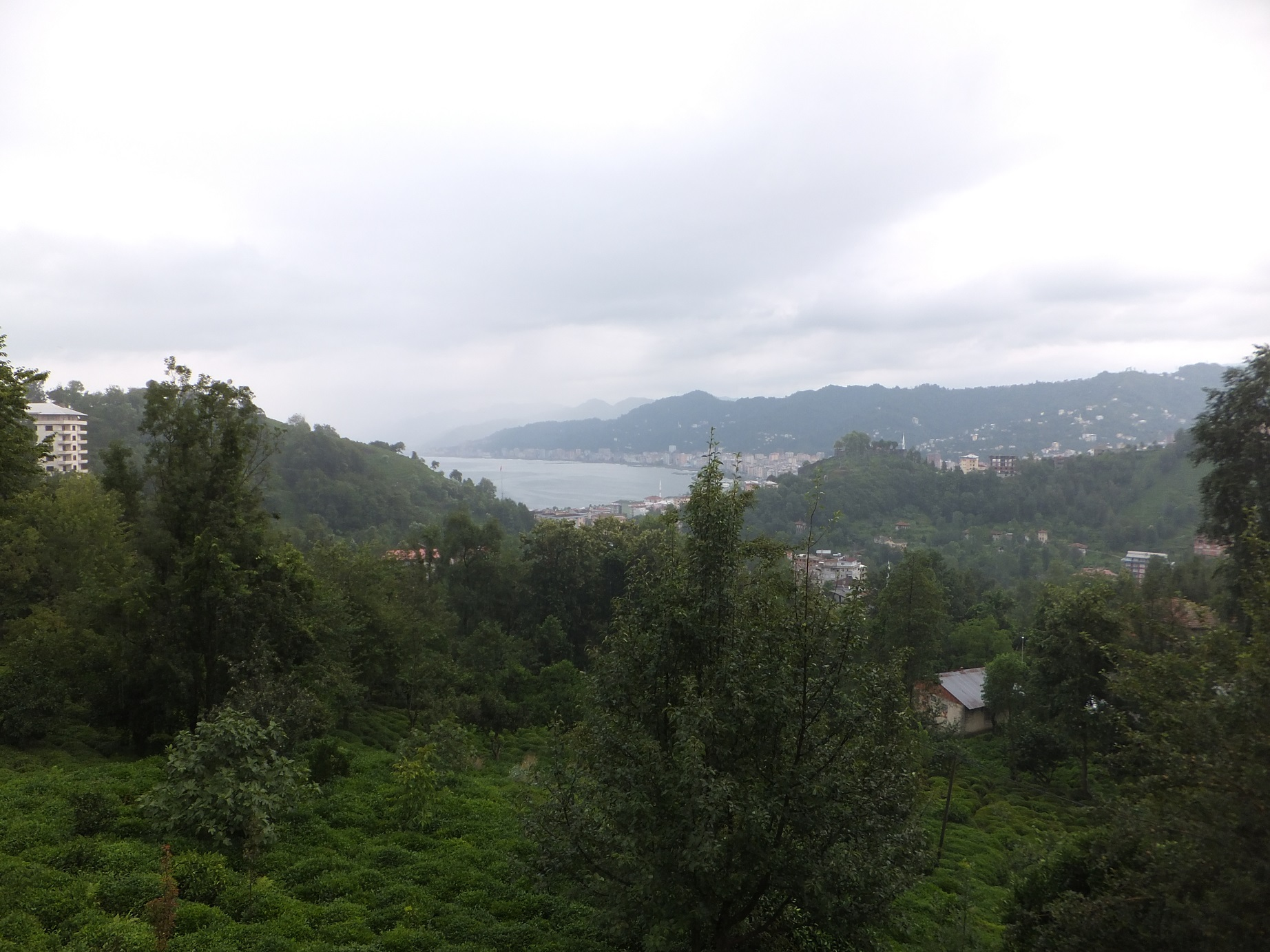
Die Stadt Rize, mit Teefeldern im Vordergrund

Die im Jahre 2006 gegründete Recep-Tayyip-Erdoğan-Universität hat ihren Sitz sowie den Hauptcampus in der Stadt Rize. Einige Bereiche befinden sich in den Provinzbezirken Pazar, Ardeşen, Fındıklı und Güneysu.
Der Rize-Tee, inklusive Anbau, Bearbeitung und Vermarktung, ist die Haupteinkommensquelle der Stadt und auch der Provinz Rize.
Der größte Arbeitgeber der Stadt und der Provinz Rize ist Çay İşletmeleri Genel Müdürlüğü (Çaykur – Generaldirektion für Teebetriebe) mit Hauptsitz in der Stadt Rize. Dieses staatliche Unternehmen wurde 1982 gegründet und hat das vorherige staatliche Unternehmen Çay Kurumu Genel Müdürlüğü (Generaldirektion für Teebehörde) übernommen. Çaykur beschäftigt überwiegend in den Provinzen Rize, Trabzon und Artvin in über 50 Standorten (meist Teefabriken) ca. 16.500 Mitarbeiter.
Çaykur ist der größte Hersteller für Teeprodukte in der Türkei. Neben Çaykur haben auch viele private Unternehmen wie Unilever-Lipton, Doğuş Çay und viele andere ihre Teebetriebe in und um Rize.

## Sehenswürdigkeiten
- Rize Kalesi (Burg von Rize)
- Çaykur Teemuseum

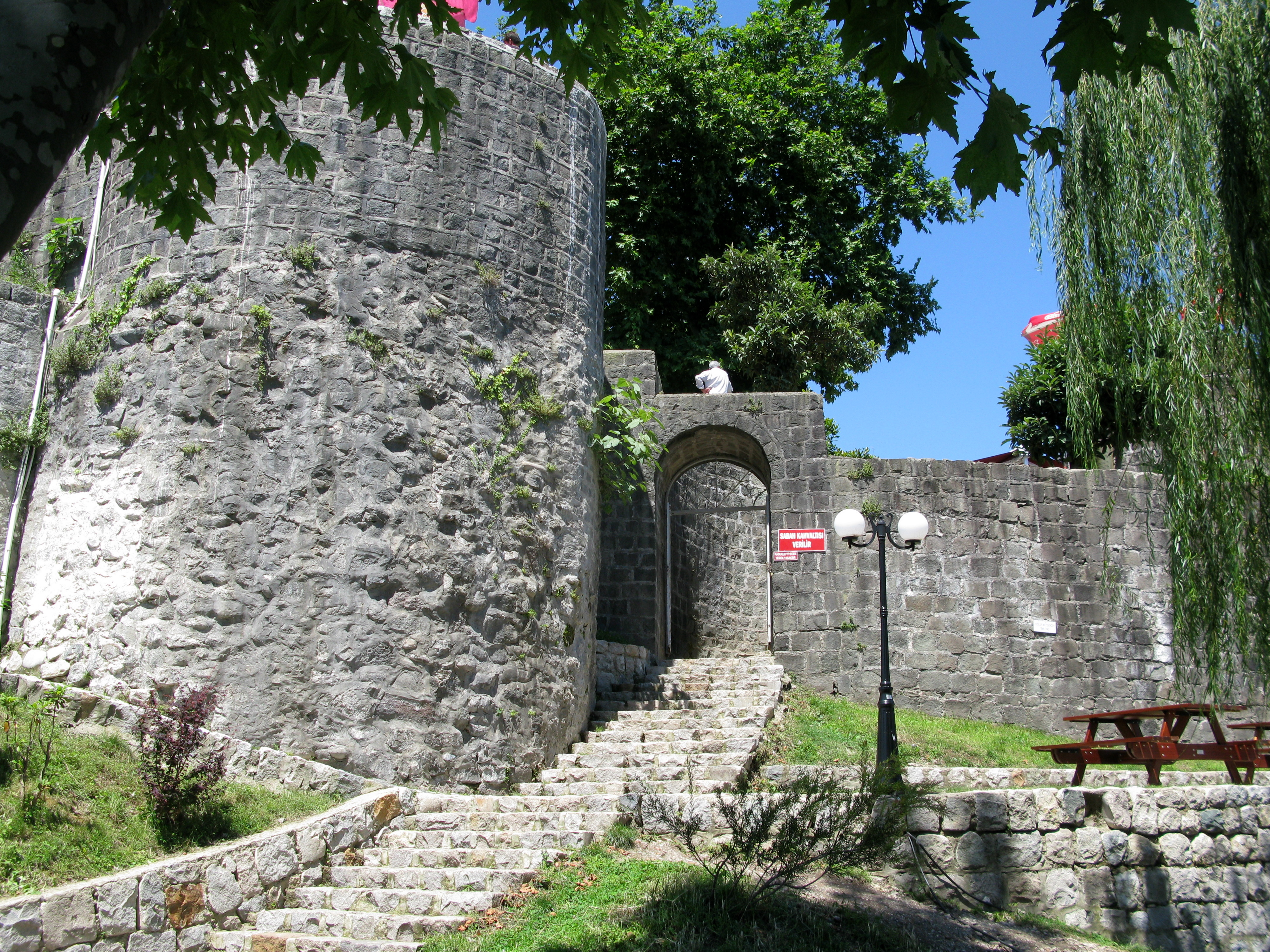
Eingang zur Burg

- Rize Ziraat Parkı - Botanik Çay Bahçesi (Rize botanischer Teegarten)
- Rize Şahin Tepesi (Aussichtshügel über der Stadt)
- Anzer Yaylası (Anzer Alm)
- Zilkale (oder auch Zil Kalesi - Burg von Zil)
- Rize Atatürk Evi Müzesi (Atatürkhaus-Museum)
- Rize Müzesi

## Sport
Der Fußballverein Çaykur Rizespor spielt aktuell (Saison 2018/19) in der höchsten türkischen Fußball-Liga, der Süper Lig. Die Heimspiele finden im Çaykur Didi Stadı statt.

## Söhne und Töchter der Stadt
- Nikos Kapetanidis (1889–1921), Zeitungsherausgeber und Opfer der Massaker an den Pontosgriechen
- Dursun Ali Eğribaş (1933–2014), Ringer
- Şenol Birol (1937–2022), Fußballspieler und -trainer
- Köksal Toptan (* 1943), Parlamentspräsident
- Hasan Vezir (* 1965), Fußballspieler und Trainer
- İsmail Türüt (* 1965), Sänger und Entertainer
- Macit Karaahmetoğlu (* 1968), Rechtsanwalt, deutscher Bundestagsabgeordneter
- Akif Pirim (* 1968), Olympiasieger im Ringen
- Davut Güloğlu (* 1972), Musiker und Schauspieler
- Zafer Biryol (* 1976), Fußballspieler
- Aydın Kurtoğlu (* 1983), Popmusiker
- Bahar Yanılmaz (* 1980), Schauspielerin
- Fahri Tatan (* 1983), Fußballspieler
- Yasin Çakmak (* 1985), Fußballspieler
- Barış Alper Yılmaz (* 2000), Fußballspieler